# Mimeugoa edentifascia
Mimeugoa edentifascia là một loài bướm đêm trong họ Noctuidae.